# Marla (település)
Marla város Ausztráliában, Dél-Ausztrália államban. Az állam északnyugati részén, a fővárostól, Adelaidetől 1100 km-re északnyugatra, Alice Springstől 400 km-re délre fekszik.
A várost 1981. május 21-én hozták létre a Crown Lands Act 1929-1980 törvény alapján. Neve a várostól nyugatra fekvő Marla Bore-ról kapta, ami az ausztrál őslakos nyelv marlu (am. kenguru) szavából ered.
Geoffrey H. Manning dél-ausztráliai történész szerint a várost a kontinenst átszelő utazók kiszolgálására hozták létre, egyben az állam északnyugati részének adminisztratív központja.